# Glewstone
Glewstone – przysiółek w Anglii, w Herefordshire, w dystrykcie (unitary authority) Herefordshire. Leży 18,4 km od miasta Hereford i 182,3 km od Londynu. W latach 1870–1872 osada liczyła 121 mieszkańców.